# Plockwhist
Plockwhist är ett kortspel och är en form av fyrmanswhist, anpassad för två deltagare. Spelet kan även gå under benämningen tvåmanswhist, men detta namn används i första hand om ett annat spel (se Tvåmanswhist).
Till att börja med får spelarna sex kort var, och ska med ledning av dessa bjuda pass eller spel. Bjuder båda pass ska spelarna ta så få stick som möjligt. Bjuder en av spelarna spel, gäller det i stället att ta så många stick som möjligt.
Spelarna kastar tre av korten de har på handen, och turas sedan om att plocka upp kort från återstoden av kortleken. När man är i tur man upp och tittar på det översta kortet. Vill man ha det, behåller man det och tar sedan upp och kastar nästa kort. Vill man inte ha det översta kortet, kastar man det och tar i stället upp och behåller nästa kort. När denna procedur är klar sitter båda spelarna med 13 kort var på handen och kan börja spela om sticken.
Den som bjudit spel får 1 poäng för varje vunnet trick, det vill säga stick utöver de sex första. Skulle den som bjudit spel vunnit sex stick eller mindre, får i stället motspelaren 2 poäng för varje trick. Har båda bjudit pass får den spelare som tagit minst antal stick 1 poäng för varje stick under sju. Den spelare som först uppnått 13 poäng har vunnit partiet.

## Varianter
I stället för att muntligen bjuda pass eller spel kan man som i fyrmanswhist visa upp ett svart respektive ett rött kort. Vanligt förekommande är också att spelarna i given bara får fyra kort var, och i så fall kastar två av dem efter budgivningen.